# Bernabé Dávila
Bernabé Dávila y Bertololi (Málaga, 1837 ou 1839  - Madrid, 16 novembre 1914)  est un avocat,, diplomate et homme politique espagnol, ministre de l'Intérieur pendant le règne d'Alphonse XIII, membre du Parti libéral.

## Biographie

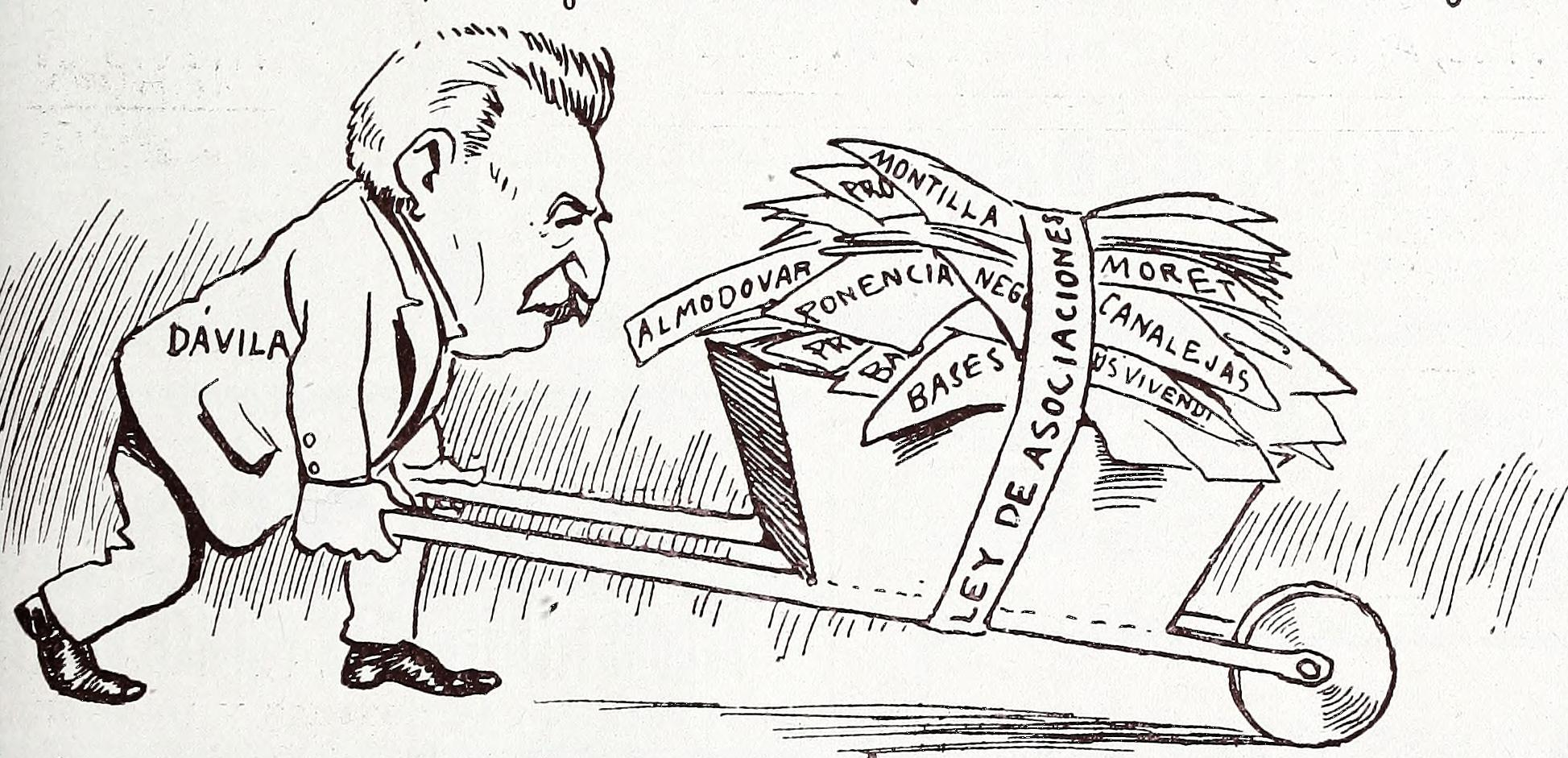
Caricature de Joaquín Xaudaró montrant Dávila présentant son projet de loi sur les associations au Conseil des ministres.

Il étudie le droit, la philosophie et les lettres à l'université de Grenade. Membre du Parti libéral, il obtient un siège de député au Congrès pour la circonscription de Malaga aux élections générales de 1879, 1881, 1884, 1886, 1891, 1893 et 1896,, et est nommé sénateur à vie en 1898,.
Il a également été sous-secrétaire de la Grâce et de la Justice, et ambassadeur d'Espagne à Lisbonne.
Il est ministre de l'Intérieur entre le 6 juillet et le 30 novembre 1906 dans un cabinet présidé par José López Domínguez, dont il était un ami proche.
Il est l'un des promoteurs de l'Institut national de prévision (INP), antécédent de la sécurité sociale en Espagne. En 1906, il présente aux Cortès un projet de loi pour l'INP, qui n'est cependant pas débattu, et est finalement approuvé en 1908, sous le ministère de Juan de la Cierva y Peñafiel.
En mars 1910, il reçoit la grande-croix de l'Ordre de Charles III.
Il meurt à Madrid le 16 novembre 1914   et est enterré à Malaga, dans un caveau familial du cimetière de San Miguel.